# Надвратная церковь Страстного монастыря
Святые ворота Страстного монастыря — въездные центральные ворота не существующего ныне Страстного монастыря в Москве, над которыми была надстроена церковь Алексия человека Божия. Представляли собой доминирующий архитектурный акцент Страстной площади (ныне Пушкинской).

## История
В 1849—1855 годах архитектор Михаил Быковский соорудил надвратную колокольню с шатром и часами. Над воротами под колокольней размещалась церковь, освящённая во имя святого Алексия человека Божия, по именинам царя Алексея Михайловича (основателя Страстного монастыря). Резной иконостас был покрыт золотом. Иконы для новой церкви были написаны художником Василием Пукиревым. На главной храмовой иконе был изображён Алексий, человек Божий. Риза для иконы была пожертвована почётным гражданином Алексеем Русиновым. Росписи алтаря и церкви были выполнены художником Черновым. На горнем месте находилось большое окно с изображением Иисуса Христа и Святого Духа. Интерьер храма украшали позолоченные капители и карнизы, резные хоры, панели под мрамор розового цвета.
На западной стене храма в арке находилась доска из каррарского мрамора с надписью золотыми буквами:
Во славу Св. Единосущныя и Нераздельныя Троицы Благословением Святейшего Синода Члена Митрополита Московского Филарета здание с Церковью во имя Алексия Человека Божия с колокольнею и кельями сооружена Настоятельницею Св. Обители Игуменьею Паисиею, бывшей в миру княжной Девлет Кильдеевою 24 Октября 1855 г. Высокопреосвященный Митрополит Филарет освятил сей храм. Все построение производилось с 1849 года по проекту и под наблюдением архитектора Быковского. При освящении храма Митрополитом Филаретом сказано было слово к сестрам Св. Обители.
В 1937 году церковь и Святые ворота были уничтожены вместе со всеми постройками Страстного монастыря. Сейчас на месте ворот с колокольней стоит памятник Пушкину.